# 蒲生峠
蒲生峠（がもうとうげ）は、兵庫県と鳥取県とを結ぶ峠。旧山陰道の途上にあり、「山陰道 蒲生峠越」として国の史跡に指定されている。いまは国道9号が峠下のトンネルで通過している。

## 概要
蒲生峠は中国山地の牛ヶ峰山（標高712.8m）の北側の鞍部にあり、峠の頂上は標高335mである。古代に制定された山陰道の道筋にあり、古くは但馬国と因幡国との国境になっていた。
かつては峠越えのルート（旧坂）が国道9号の本道だったが、1978（昭和53）年に蒲生トンネルを含む蒲生バイパスが開通して兵庫県美方郡新温泉町と鳥取県岩美郡岩美町とを繋いでいる。バイパス開通後の旧坂は県道になっている。徒歩ルートは国の史跡で、文化庁が1996（平成8）年に定めた歴史の道百選に選ばれ、「山陰道蒲生峠越」として整備されている。

### 通過する交通路
- 国道9号（蒲生トンネル）（鳥取県側では但馬往来[3]）
- 鳥取・兵庫県道119号千谷蕪島線・鳥取県道31号鳥取国府岩美線（国道9号旧道）

## 小史

### 古代
蒲生峠は古代に定められた山陰道に位置する。しかし特に山陰道の但馬・因幡間は険路であり、近畿と因幡・但馬の往来にはもっぱら別のルートが使われたと考えられている。近畿方面から蒲生峠を越え、因幡に入った後の山陰道の古いルートはよくわかっていない。
7世紀の日本では駅制が敷かれた。因幡国では『続日本紀』によれば723（養老7）年8月に4駅が置かれたとあるものの、その位置までは記されていない。一方『延喜式』では駅馬が「山崎」、「佐尉」、「敷見」、「柏尾」にあったとあり、続日本紀の4つの駅は延喜式に書かれた4ヶ所と推定されている 。
但馬国では「而沼」駅が兵庫県の新温泉町にあり、古山陰道がここから蒲生峠を越えて因幡国へ入っていたことは確実視されている。しかし、因幡国の「山崎」「佐尉」の2駅の位置については比定されておらず、諸説ある 。
おおまかには2通りのルートが考えられている。ひとつは蒲生峠から蒲生川に沿って下り、巨濃郡の郡衙を経由して海の近くを通り、駟馳山を越えて因幡国の国府へ至る海周りのルートで、もうひとつは蒲生峠からすぐに西へ向かって十王峠を越え、袋川の谷筋を通って国府へ直行する山側のルートである。
いずれにしろ、但馬国西部と因幡国東部は山谷が険しく、峠が連続して曲がりくねっており、不便だった。そのため、近畿から因幡・伯耆を目指すには山陰道で但馬国を経由するよりも、美作国経由で志戸坂峠を越えて因幡国（いまの国道373号に相当）、もしくは四十曲峠を越えて米子方面へ出るルート（いまの国道181号に相当）が主流だった。古代末期に平時範が因幡国へ下向した際の詳細な記録が『時範記』に残されており、往路復路とも志戸坂峠ルートを通っている。このほか、物資の輸送にはもっぱら海路が使われた。

### 長慶天皇の伝説
南北朝時代の長慶天皇は、大正時代に結論が出るまで、即位したかどうかが長らく議論になった人物である。また、退位後の動静が不詳のため、全国各地に隠棲や陵墓の伝承がある。蒲生峠もそうした地のひとつで、峠の近辺には長慶天皇にまつわる逸話や「遺物」がある。
当地の伝承では、退位して法皇となった長慶帝は、当時「六分の一殿」と呼ばれ大勢力を誇った山名氏を頼って山陰に下向した。南朝出身の長慶法皇が山名氏の力を後ろ盾にして足利氏を倒して南朝勢による統一を狙っていたとの見方もあるが、推測の域を出ない。いずれにせよ、長慶法皇は丹波国の桑田郡千歳村（いまの亀岡市）に潜んでいたところを山名氏清に迎えられた。一行はしばらく蒲生峠下の岸田（兵庫県新温泉町）に逗留したあと、蒲生峠を越え、因幡の洗井村（いまの岩美町）の豪農の家に入った。当時下賜されたという「長慶法皇の御法衣」が今も保存されている。
その後、法皇一行は蒲生川の支流小田川の谷筋に入り、長郷地区にとどまった。この地は「天皇ヶ平（なる）」と呼ばれている。その後、長慶法皇は面影山で没したという。

### 中近世
戦国期には、豊臣秀吉による鳥取攻めの際に蒲生峠を経由したとも伝えられている。
江戸時代になると、蒲生峠は鳥取藩と豊岡藩の領国境となった。鳥取側では、峠下の蒲生村（いまの岩美町蒲生地区）に番所が置かれた。また、近くの河合谷高原には武士を駐屯させて国境を守っていた。。

### 幕末の騒動
蒲生峠付近では、幕末の山陰道鎮撫総督にまつわる騒動が記録されている。1868（慶応4）年1月末の鳥羽・伏見の戦いのあと、明治新政府は東日本攻略のため東海道、東山道、北陸道の鎮撫使を任命して派遣した。同時に、万が一徳川幕府方との争いが劣勢となった場合に備えるたため、西園寺公望を山陰道方面の鎮撫総督に任じ、京都からの安全な脱出路を確保するために派遣した。
西園寺公望率いる鎮撫使一行は薩長兵約360人からなり、2月に山陰道をくだってきた。これに先立ち、経路にあたる地域では住民が大量の人夫として駆りだされて準備に動員され、雪の残る峠道の整備にはじまり、沿道の墓石を残らず倒したり、休憩や宿泊に使う家屋の障子の張替えや畳替えなどが行われた。これらは費用の面でも労力の面でも周辺の村々に重い負担となった。
鎮撫隊が蒲生峠を通過したのは2月4日で、峠で昼食を取り、岩井（岩井温泉）で宿泊となった。新政府からの事前の指示では酒の提供は禁じられていたが、薩摩兵たちは冬にもかかわらず酒や酒肴を要求して暴れ、泥酔して宿泊した家屋を荒らしたり畳を焼いたりする行状だった。薩摩兵とはまともに言葉も通じないばかりか、宿の主人を呼びつけて怒鳴り散らした。隣の駟馳山峠を越えた福部村では、地元の接待責任者が自害する騒ぎとなり、その後継ぎに対して西園寺公望から金と感状が送られた。

### 近代
この頃の山陰道は、蒲生峠の鳥取側では塩谷（しぼたん、しおたに）村（現：岩美町塩谷）へおりていた。明治時代になって、このルートの改修があり、石畳が敷かれた。
この当時の石畳の一部が現存しており、塩谷から蒲生峠の間は散策路としてされている。徒歩の山道とはいえ、かつては荷馬車などが通っていたので、車が通れるほどの幅員がある。このルートは文化庁が1996（平成8）年に定めた歴史の道百選に選ばれ、2000（平成12）年から「山陰道蒲生峠越」として整備されている。登山口から峠まで往路45分ほどの道のりである。2017（平成29）年に「山陰道の石畳―駟馳山峠、蒲生峠」の一部として土木学会選奨土木遺産に選ばれる。

### 国道の開通（旧坂）
1892（明治25）年に、蒲生川をより遡って蕪島（洗井村の支村）から登るルートが拓かれた。これがいまの県道119号に相当する。人力車や荷馬車の通行も可能で、茶屋もできて賑わった。しかし、明治末期に山陰本線が開通すると、因幡と但馬・近畿地方の交通は鉄道が主流になり、峠は廃れた。
太平洋戦争後、自動車が普及すると峠の通行量が増えた。1952（昭和27）年に全国で国道の体系的な整備が行われ、蒲生峠を通る山陰道も12月4日に一級国道国道9号に昇格した。
以来、蒲生峠は鳥取県の東の玄関口となった。1960（昭和35）年から1963（昭和38）年には峠の前後の道路改修が行われ、路線バスが通るようになった。
1978（昭和53）年に後述の蒲生バイパスが開通した後、旧ルートのうち新温泉町千谷から峠を越えて岩美町蕪島までは兵庫県道・鳥取県道119号千谷蕪島線、蕪島・塩谷間は鳥取県道31号鳥取国府岩美線となっている。

### 蒲生バイパス

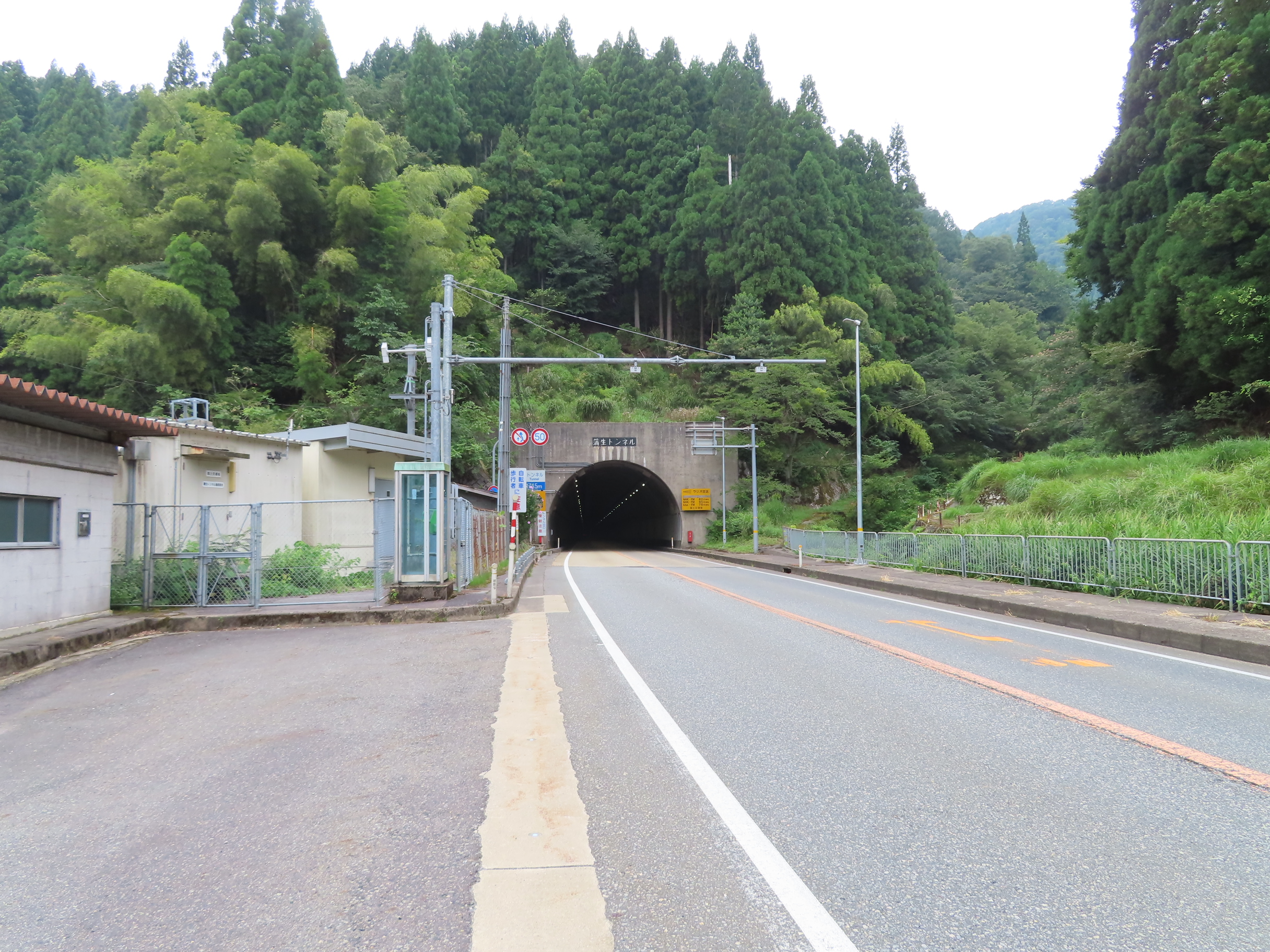
蒲生トンネル

改修が行われたとはいえ、坂がきつく、冬期には積雪の多さで交通量の需要に応えられなかった。このため、千谷（新温泉町）と塩谷（岩美町）とのあいだ約8kmを3.8kmに短絡する蒲生バイパスが建設されることになった。
バイパスの中核をなすのが全長1745mの蒲生トンネルである。このうち兵庫県側が1101m、鳥取県側が644mあり、標高174.5m地点を通過している。バイパスの総事業費は44億7700万円でそのうちトンネルは31億8000万円。工事は1975（昭和50）年にはじまり、1978（昭和53）年12月に開通した。
バイパスの開通によって、新温泉町や香美町など兵庫県美方郡の一帯は鳥取までの所要時間が大幅に短縮され、鳥取市の商圏に組み込まれるようになった。
- 蒲生バイパス　3.8km
  - 兵庫県新温泉町千谷・蒲生トンネル間　743.5m[17]
  - 蒲生トンネル　1745m[20]
  - 蒲生トンネル・鳥取県岩美町塩谷間　1311.5m[17]